# Olophoeus
Olophoeus – rodzaj chrząszcza z rodziny sprężykowatych. Rodzaj początkowo, gdy został stworzony przez Candezego, zawierał tylko 1 gatunek (Olophoeus gibbus Candèze, 1859). Tak samo skatalogował go w 1891 r., jednakże już 15 lat później Schwarz umieścił w nim 9 gatunków. Za następne 19 lat, czyli w 1925, Schenkling uznał, że rodzaj zawiera 14 gatunków. Lista ta nadal rosła − w 1947 dzięki Burgeonowi osiągnęła 20 gatunków, z czego połowa był to gatunki nowo opisane. Kolejne 2 gatunki opisał 11 lat później Basilewsky, dokonując poza tym powtórnego opisu rodzaju. Badacz ten jest również autorem klucza do identyfikacji poszczególnych gatunków. W 1974 do rodzaju włączono 4 nowe gatunki (Girard). Casari w 2008 wymienia ich w sumie 35.
Owad występuje w Afryce.